# Alfred Sisley

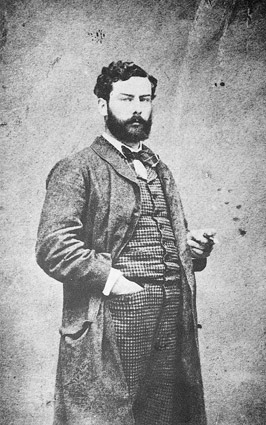
Alfred Sisley, 1882

Alfred Arthur Sisley (* 30. Oktober 1839 in Paris; † 29. Januar 1899 in Moret-sur-Loing) war ein englischer Maler des Impressionismus, der in Frankreich lebte und wirkte.

## Leben
Alfred Sisley kam in Paris als Sohn des englischen Ehepaars William Sisley und Felicia Sell zur Welt. Er behielt die britische Staatsbürgerschaft sein Leben lang. Sein Vater war Kaufmann und machte ein Vermögen im Handel mit Südamerika.
Nach der Schule wurde Alfred Sisley 1857 nach London geschickt, um dort den Kaufmannsberuf zu erlernen. Er wollte aber lieber Künstler werden, kehrte zu diesem Zweck 1862 nach Paris zurück und trat in das Atelier des Malers Charles Gleyre ein, wo er Pierre-Auguste Renoir und Claude Monet kennenlernte. Sein ganzes Leben lang blieb er mit beiden befreundet.

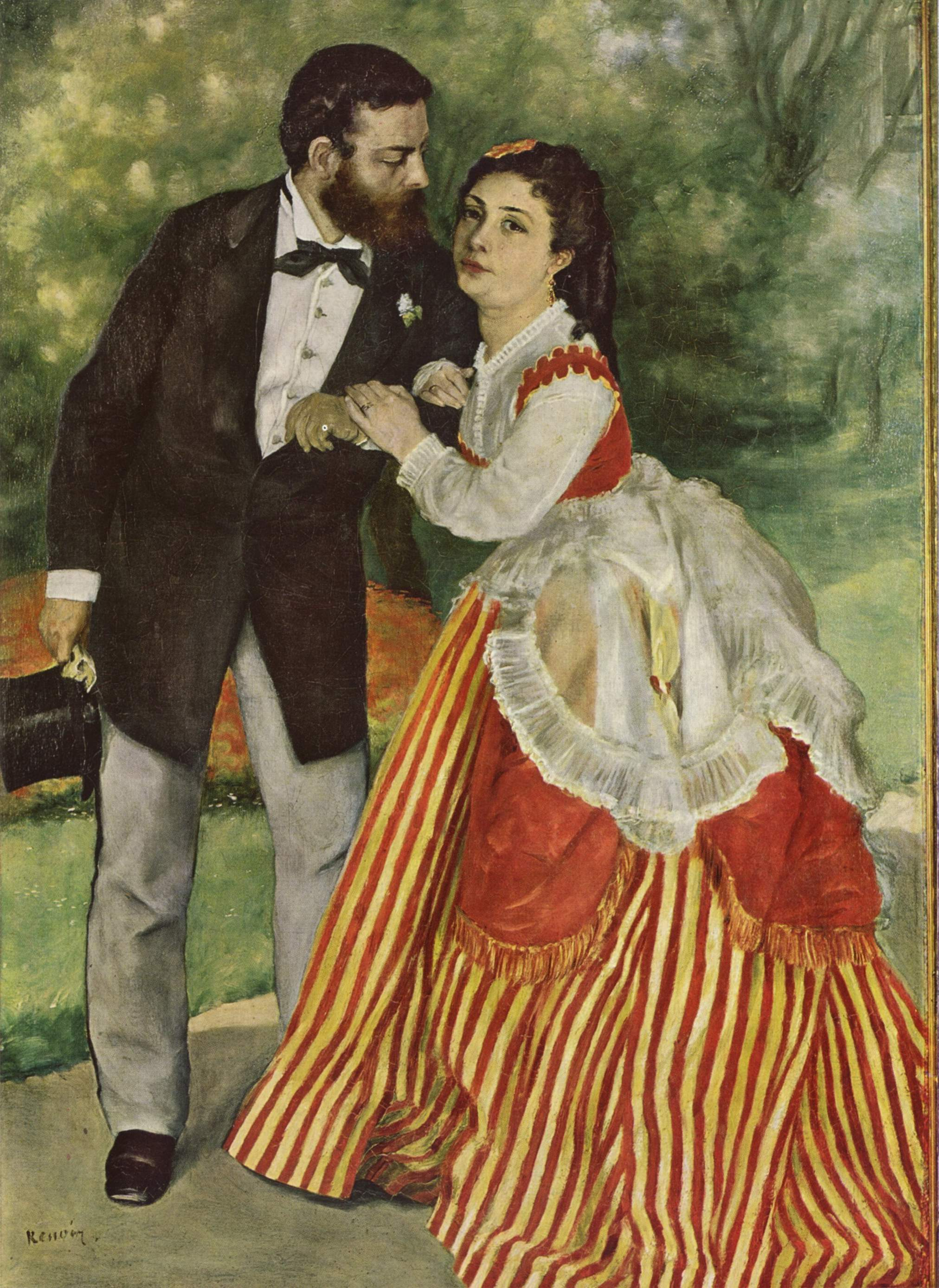
Auguste Renoir: Ein Paar im Grünen (Les Fiancés), um 1868, Öl auf Leinwand

Im Juni 1866 begann er eine Beziehung mit Marie Lescouezec, auch unter dem Namen Eugénie Lescouezec bekannt. Aus der Beziehung gingen zwei Kinder hervor. 1897 heiratete das Paar schließlich. Eine innige Darstellung eines Paares, das Renoir um 1868 malte, wird oft als Porträt der beiden Ehegefährten interpretiert; dieser Zusammenhang ist jedoch nicht gesichert. Das Gemälde befindet sich im Kölner Wallraf-Richartz-Museum.
Sisleys erste künstlerische Vorbilder waren die englischen Landschaftsmaler des frühen 19. Jahrhunderts, wie William Turner, John Constable und Richard Parkes Bonington, deren Bilder er in London kennenlernte, und später die französischen Maler Jean-Baptiste Camille Corot und Gustave Courbet. Im Pariser Salon von 1867 stellte er erstmals ein eigenes Gemälde aus, wandte sich aber etwa ab 1870 zunehmend den Impressionisten und ihrem Malstil zu.

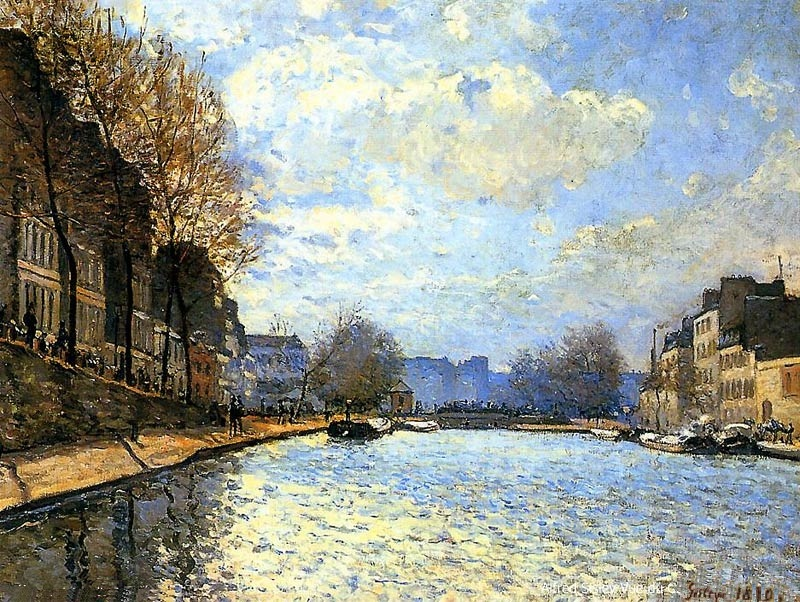
Ansicht des Kanals Saint-Martin, 1870
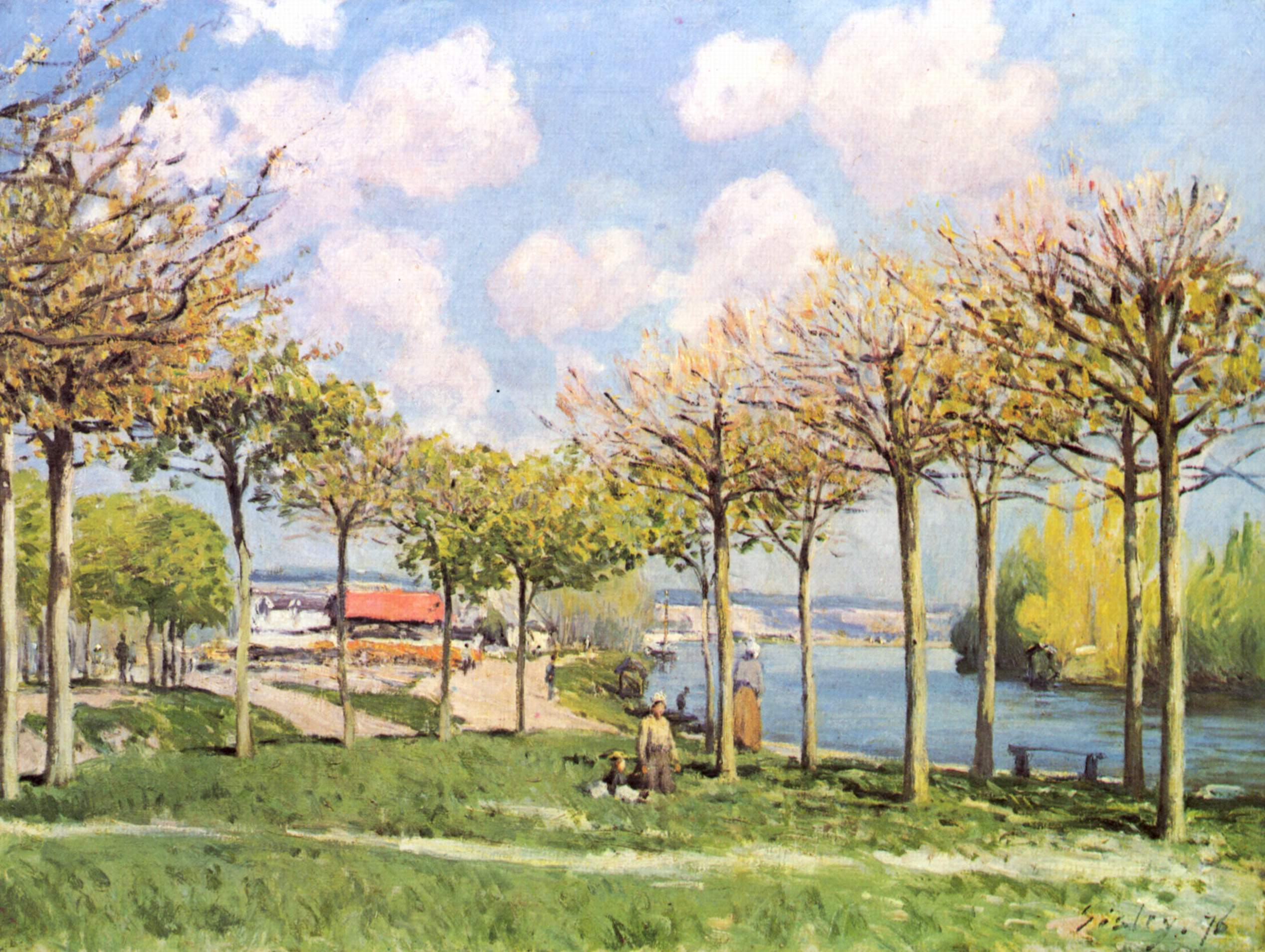
Die Seine bei Bougival, 1876

Im Deutsch-Französischen Krieg von 1870/1871 verlor die Familie Sisley ihr Vermögen, das bis dahin auch zur Unterstützung Alfreds gedient hatte. Sisley blieb von da an bis zu seinem Tod mittellos, auch wenn er einige Bilder verkaufen konnte, u. a. an Édouard Manet und an den Sänger Jean-Baptiste Faure. Diesem Umstand und der Unterstützung durch den Kunsthändler Paul Durand-Ruel und den Kritiker Théodore Duret verdankte es Sisley, dass er seine Familie und sich finanziell 'über Wasser halten' und sich zumindest Malutensilien und Farben kaufen konnte.
1874 beteiligte er sich mit fünf Landschaftsbildern an der Ersten Impressionisten-Ausstellung in Paris und reiste danach für vier Monate nach London, wo er unter anderem das Gemälde Brücke von Hampton Court schuf. 1879, von finanzieller Not getrieben, versuchte er es nochmals mit dem Salon, aber sein eingereichtes Bild wurde von der Jury abgewiesen. 1882 beteiligte er sich zum letzten Mal, mit 27 Gemälden, an einer Gruppenausstellung der Impressionisten.
Sisley galt – im Gegensatz zu anderen Impressionisten – als schüchtern, Vincent van Gogh nannte ihn in einem Brief an seinen Bruder „den schüchternsten und sanftesten der Impressionisten“. Er erlangte zu Lebzeiten niemals die künstlerische Beachtung, die er verdiente.
Seit 1895 litt er, wie später festgestellt wurde, an Kehlkopfkrebs, an dem er 1899 starb. Sowohl Renoir als auch Monet kamen zu seinem Begräbnis. Camille Pissarro schrieb kurz vor seinem Tod über ihn: „Er ist ein großer und herrlicher Künstler. Meiner Meinung nach kommt er den bedeutendsten Meistern gleich.“

## Zum Werk
Berühmt sind vor allem Sisleys Schilderungen der Seine und ihrer Brücken in den damaligen Pariser Vorstädten, wie z. B. die Brücke von Moret. 1890 malte er Die Brücke von Moret im Winter, das Bild befindet sich im Museum Folkwang, Essen. Im Gegensatz zu Renoir und Monet, die oft die gleichen Motive gemalt haben wie Sisley, sind Landschaften und Orte bei ihm in Momenten der Ruhe dargestellt. „Die Landschaft scheint ob ihrer eigenen Schönheit völlig in Trance verfallen zu sein, nur der Himmel und das Wasser sind in Bewegung.“ Seine Bilder sind „... bemerkenswert wegen der herrlichen Farbtöne von Grün, Rosa, Violett, Taubenblau und Creme“. Im Laufe der Jahre verstärkten sich Kraft, Ausdruck und Farbintensität bei Sisleys Bildern. Bis zu seinem Tode blieb Sisley dem impressionistischen Stil in seiner ihm eigenen, kraftvollen Malweise treu.

## Werke (Auswahl)
| Bild | Titel                                    | Entstanden | Größe, Material               | Ausstellung / Sammlung / Besitzer              |
| ---- | ---------------------------------------- | ---------- | ----------------------------- | ---------------------------------------------- |
|      | Kastanienallee in der Celle-Saint-Claude | 1865       | 125 × 205 cm, Öl auf Leinwand | Musée du Petit Palais in Paris                 |
|      | Straße von Marlotte                      | 1866       | 65 × 92 cm, Öl auf Leinwand   | Artizon Museum in Tokio                        |
|      | Erster Schnee in Louveciennes            | 1870       | 54 × 73 cm, Öl auf Leinwand   | Museum of Fine Arts in Boston                  |
|      | Brücke bei Villeneuve-la-Garenne         | 1872       | ??, Öl auf Leinwand           | Metropolitan Museum of Art in New York         |
|      | Dorf am Ufer der Seine                   | 1872       | 59,2 × 80 cm, Öl auf Leinwand | Eremitage in Sankt Petersburg                  |
|      | Maschinenhaus der Pumpe in Marly         | 1873       | 46 × 65 cm, Öl auf Leinwand   | Ny Carlsberg Glyptotek in Kopenhagen           |
|      | Der Weg nach Hampton Court               | 1874       | Öl auf Leinwand               | Neue Pinakothek in München                     |
|      | Regatta in Hampton Court                 | 1874       | 45,5 × 61, Öl auf Leinwand    | Stiftung Sammlung E. G. Bührle in Zürich       |
|      | Regatta in Molesey bei Hampton Court     | 1874       | 66 × 91,5 cm, Öl auf Leinwand | Musée d’Orsay in Paris                         |
|      | Brücke von Hampton Court                 | 1874       | 46 × 61 cm, Öl auf Leinwand   | Wallraf-Richartz-Museum in Köln                |
|      | Unter der Brücke von Hampton Court       | 1874       | 50 × 76 cm, Öl auf Leinwand   | Kunstmuseum in Winterthur                      |
|      | Überschwemmung in Port-Maly              | 1876       | 60 × 80 cm, Öl auf Leinwand   | Musée des Beaux-Arts in Rouen                  |
|      | Ufer der Seine im Herbst                 | 1879       | 46 × 65 cm, Öl auf Leinwand   | Städelsches Kunstinstitut in Frankfurt am Main |
|      | Stillleben, Trauben und Nüsse            | um 1880    | 38 × 55,5 cm, Öl auf Leinwand | Museum of Fine Arts in Boston                  |
|      | Häuser am Ufer der Loing                 | 1889       | 33 × 41 cm, Öl auf Leinwand   | Privatsammlung                                 |
|      | Ufer der Loing bei Moret                 | 1892       | 73 × 92 cm, Öl auf Leinwand   | Privatsammlung                                 |
|      | Loing-Kanal                              | 1892       | 60 × 74 cm, Öl auf Leinwand   | Musée d’Orsay in Paris                         |
|      | Kirche von Moret                         | 1893       | 65 × 81 cm, Öl auf Leinwand   | Musée des Beaux-Arts in Rouen                  |
|      | Die Strohmieten                          | 1895       | 60 × 73 cm, Öl auf Leinwand   | Privatsammlung                                 |

Zwei weitere Bilder von ihm (La Baie de Langland und Environs de Louveciennes) befinden sich in der Sammlung Fondation Corboud. Das Bild „The Tugboat“ („Der Schlepper“), gemalt 1883, befindet sich im Petit Palais, Paris. Er malte fast 500 Bilder.

## Ehrungen
In Erinnerung an Sisley benannte man die 1968 gegründete Modemarke (Benetton Group / Sisley Treviso) und 1976 den Luxus-Kosmetikhersteller Sisley Paris.
Zu Ehren des Malers Alfred Sisley wurde 1996 der Asteroid (6675) Sisley benannt und die 1998 gezüchtete Rosensorte Alfred Sisley (Rose) (Rose des Peintres).

## Ausstellungen (Auswahl)
- Auf der Ausstellung der Wiener Secession vom 17. Januar bis 28. Februar 1903 präsentierte man unter dem Motto Entwicklung des Impressionismus in Malerei und Plastik ein Damenbildnis und sieben Landschaftsbilder von ihm, darunter Blühende Apfelbäume.

- Alfred Sisley in England and Wales. The National Gallery, London, 12. November 2008 bis 22. Februar 2009.[6]

- Alfred Sisley – Der wahre Impressionist. Von der Heydt-Museum, Wuppertal, 13. September 2011 bis 29. Januar 2012.[7][8]

## Film
- Alfred Sisley. Die Flüchtigkeit des Augenblicks. Dokumentarfilm, Deutschland, 2012, 28:52 Min., Buch und Regie: Werner Raeune, Produktion: 3sat, ZDF, Erstsendung: 7. Oktober 2012 bei 3sat, Inhaltsangabe von ARD.